# Улица Талалихина (Владивосток)
У́лица Талали́хина — улица в Первомайском районе города Владивостока.

## История
Улица названа в честь Героя Советского Союза военного лётчика В. В. Талалихина (1918—1941), который одним из первых применил ночной таран, сбив на подступах к Москве вражеский бомбардировщик.

## Описание
Улица находится между остановками Школьная и Клубная во Владивостоке. Застроена малоэтажными и двумя десятиэтажными зданиями жилого и промышленного назначения.

## Здания и сооружения
По нечётной стороне:
- № 1, № 3, № 9 — жилые дома;
- № 5 — библиотека[2].

По чётной стороне:
- № 2, № 8, № 12 — жилые дома.

## Транспорт
- Автобус: маршрут № 92.